# Andulo
Andulo è una municipalità dell'Angola appartenente alla provincia di Bié. Ha 318.814 abitanti (stima del 2006) ed una superficie di 10.316 km².

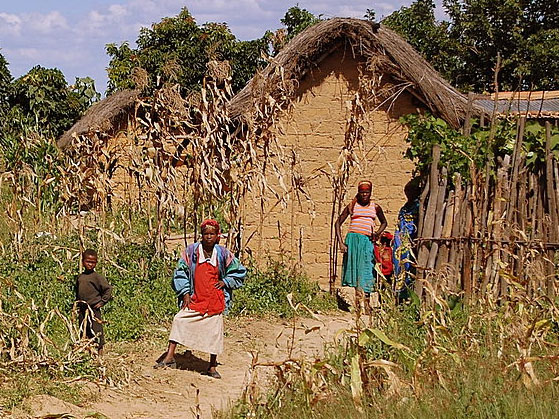
Famiglia di produttori di miele di Andulo

Il principale comune è l'omonimo Andulo.